# تونو (إيواته)
مدينة تونو (بالإنجليزية: Tōno)‏ هي أحد المدن التابعة لمحافظة إيواته. تأسست رسميًا في 01/10/2005. ويقدر عدد سكانها بـ 30587 نسمة حسب تقدير مكتب الإحصاء الياباني لعام 2012. تبلغ مساحة تونو 825.62 كم2. بكثافة سكانية تبلغ 37 نسمة/كم2.

## المناخ
يظهر الجدول التالي التغييرات المناخية على مدار السنة لتونو:
| البيانات المناخية لـتونو            | البيانات المناخية لـتونو | البيانات المناخية لـتونو | البيانات المناخية لـتونو | البيانات المناخية لـتونو | البيانات المناخية لـتونو | البيانات المناخية لـتونو | البيانات المناخية لـتونو | البيانات المناخية لـتونو | البيانات المناخية لـتونو | البيانات المناخية لـتونو | البيانات المناخية لـتونو | البيانات المناخية لـتونو | البيانات المناخية لـتونو |
| الشهر                               | يناير                    | فبراير                   | مارس                     | أبريل                    | مايو                     | يونيو                    | يوليو                    | أغسطس                    | سبتمبر                   | أكتوبر                   | نوفمبر                   | ديسمبر                   | المعدل السنوي            |
| ----------------------------------- | ------------------------ | ------------------------ | ------------------------ | ------------------------ | ------------------------ | ------------------------ | ------------------------ | ------------------------ | ------------------------ | ------------------------ | ------------------------ | ------------------------ | ------------------------ |
| متوسط درجة الحرارة الكبرى °م (°ف)   | 1.5 (34.7)               | 2.4 (36.3)               | 6.6 (43.9)               | 14.1 (57.4)              | 19.7 (67.5)              | 23.3 (73.9)              | 26.4 (79.5)              | 28.2 (82.8)              | 23.4 (74.1)              | 17.5 (63.5)              | 10.8 (51.4)              | 4.6 (40.3)               | 14.9 (58.8)              |
| متوسط درجة الحرارة الصغرى °م (°ف)   | −7.3 (18.9)              | −7.0 (19.4)              | −3.5 (25.7)              | 1.7 (35.1)               | 7.2 (45.0)               | 12.9 (55.2)              | 17.3 (63.1)              | 18.6 (65.5)              | 13.8 (56.8)              | 6.3 (43.3)               | 0.4 (32.7)               | −3.6 (25.5)              | 4.7 (40.5)               |
| الهطول مم (إنش)                     | 46.8 (1.84)              | 36.8 (1.45)              | 72.1 (2.84)              | 90.7 (3.57)              | 97.4 (3.83)              | 116.5 (4.59)             | 155.5 (6.12)             | 175.7 (6.92)             | 148.5 (5.85)             | 97.9 (3.85)              | 79.1 (3.11)              | 55.3 (2.18)              | 1٬172٫3 (46.15)          |
| متوسط تساقط الثلوج سم (إنش)         | 105 (41)                 | 84 (33)                  | 44 (17)                  | 2 (0.8)                  | 0 (0)                    | 0 (0)                    | 0 (0)                    | 0 (0)                    | 0 (0)                    | 0 (0)                    | 5 (2.0)                  | 55 (22)                  | 295 (115.8)              |
| ساعات سطوع الشمس الشهرية            | 94.8                     | 108.6                    | 134.6                    | 164.5                    | 172.5                    | 142.0                    | 129.3                    | 140.2                    | 108.4                    | 124.5                    | 107.8                    | 88.5                     | 1٬515٫7                  |
| المصدر: Japan Meteorological Agency |                          |                          |                          |                          |                          |                          |                          |                          |                          |                          |                          |                          |                          |

## توأمة
لتونو (إيواته) اتفاقيات توأمة مع:
- ساليرنو

## أعلام
- شينكيتشي كيكوتشي